# João Miguel Vitaca
João Miguel Vitaca (Canguçu, 29 de setembro de 1900 — ?, ?) foi um político brasileiro. Exerceu o mandato de deputado classista constituinte em 1934.

## Vida pessoal
Filho de José Maria Vitaca e Flora Eugênia Vitaca, estudou em Canguçu até começar a trabalhar como gráfico. Enquanto esteve em sua cidade natal, trabalhou em algumas livrarias como Globo, Universal e Comercial, e nos jornais Gaúcho, Semana e Canguçuense. Após deixar Canguçu, trabalho em alguns jornais em Pelotas, e depois foi para Rio Grande, onde trabalhou no jornal O Tempo. Após sua carreira política, se tornou editor do jornal A Alvorada.
Fundou a União dos Trabalhadores Gráficos, a União Tipográfica Gutenberg e a Frente Sindicalista de Pelotas.

## Carreira Política
Como membro fundador da União dos Trabalhadores Gráficos, João Miguel Vitaca foi eleito deputado classicista à Assembléia Nacional Constituinte, em julho de 1933. Assim que assumiu seu posto, defendeu as reivindicações dos trabalhadores propondo emendes para o anteprojeto da Constituição. O deputado defendia que direitos já garantidos pela lei, como de férias e jornada máxima de oito horas fossem incluídos no texto da Constituição, assim como os pedidos dos trabalhadores por direito à greve e salário mínimo fossem atendidos.
João Miguel Vitaca apoiou a emenda proposta por Vasco Carvalho de Toledo. A qual defendia a autonomia e unidade das organizações sindicais. Por consequência, foi contrário a emenda apresentada, e aceita pela Assembléia, de Ranulfo Pinheiro Lima, que propunha o pluralismo sindical. Ainda como deputado, propôs emendas garantindo o ensino gratuito e o direito de voto a analfabetos, soldados e marinheiros. Além disso, foi o autor da emenda que estipulava a representação de classes na proporção de 1/3 na Assembléia.

### Aliança com Bertha Lutz
Em 1934, feministas brasileiras, lideradas por Bertha Lutz - suplente para deputada federal -, brigavam por um maior amparo à mulheres grávidas trabalhadoras, além de uma maior igualdade no trabalho. Em 13 abril do mesmo ano, a Emenda nº 1.951 foi redigida. Sobre as questões trabalhistas femininas, a emenda citava uma assistência a gestante, no entanto, não especificava de qual natureza seria essa ajuda. O relator Euvaldo Lodi interpretou que essa assistência seria um período de descanso antes e depois do parto.
No mesmo dia, Vitaca apresentou uma emenda que defendia o afastamento da gestante pós parto, mas que proibia o trabalho noturno feminino, com exceção de em hospitais e casas noturnas.
Por conta de questões políticas, João Miguel Vitaca se tornou uma peça aliada ao movimento feminista político, mesmo que o grupo de mulheres desmentisse a aliança. O deputado classicista era contra o deputado autonomista, Ernesto Pereira Carneiro, proprietário do Jornal do Brasil. Crítico de seu comportamento empresarial, Vitaca entrou com um pedido no Tribunal Superior Eleitoral (TSE) para que o mandato de Pereira Carneiro fosse cassado, com a alegação de que sua empresa recebia favores do governo eleitoral. O pedido foi aceito, e ao final da sessão de votos do tribunal, o mandato Carneiro foi cassado. Com a decisão, Bertha Lutz ganhou força política para posteriormente assumir o cargo de deputada federal.
O episódio foi inédito na história da política brasileira. No qual pela primeira vez uma mulher ameaçava a posição de um homem público e poderoso.
A vida política de João Miguel Vitaca ficou marcada por seu caráter combativo. Se manteve afastado da Igreja e do Círculo Operário Pelotense (COP), pelo qual inclusive foi tratado como comunista na época. Com a eleição de Getúlio Vargas à presidência da República em 1934, e sendo mal visto pela Igreja e sem apoio de grupos trabalhistas do Rio Grande do Sul, perdeu espaço, e encerrou sua carreira política em 1935, ao final de seu mandato.